# 가스미가오카역 (효고현)
가스미가오카역(일본어: 霞ヶ丘駅, さんようたるみえき)은 일본 효고현 고베시 다루미구에 있는 산요 전기철도 본선의 역이다. 역 번호는 SY 12이다.
S특급의 정차역이다. "고시키즈카"의 부역명이 있어 역명판 등으로 사용되고 있다. 아침에 본 역이 종점이 되는 하행 보통 열차가 존재한다.

## 역 구조
대피 설비를 갖춘 섬식 승강장 2면 4선의 지상역이다. 역사는 상행선 북쪽의 히메지 방향에 있고 승강장은 지하도에서 연결된다. 기본적으로 창구는 무인화되어 있다.

### 승강장
| 1・2 | ■ 본선(하행) | 아카시・히메지・아보시 방면     |  |
| 3・4 | ■ 본선(상행) | 스마・고베산노미야・오사카 방면 |  |

- 내측 2선(2,3번 선)가 주로 본선, 외측 2선(1,4번 선)이 대피선이다.
- 3・4번 선의 히메지 방향에는 출발 신호기가 설치되어 3・4번 선으로부터 히메지 방면으로 출발이 가능하다.
- 히메지 방향에는 4편성 대응의 인상선이 있지만 사용되지 못하고 현재는 보선 차량의 유치 공간으로 전용된 것으로 전해지고 있다.

## 역 주변
- 고시키즈카 고분 - 역의 북동쪽에 있다.
- 마이코 해수욕장
- 마이코 빌딩
- 마린피아 고베

## 역사
- 1917년 4월 12일: 효고 전기궤도 우타시키야마역(일본어: 歌敷山駅, うたしきやまえき)이 본 노선의 시오야(현, 산요시오야) ~ 아카시(초대) 구간 연장 시에 영업 개시, 본 역은 현재의가스미가오카 역에서 서쪽으로 약 300m 거리에 위치하고 있었다.
- 1927년 4월 1일: 우지가와 전기에 의한 합병으로 본 회사의 역이 됨.
- 1933년 6월 6일: 우지가와 전기 철도 부문이 분리되어 산요 전기철도의 역이 됨.
- 1964년 6월 1일: 전철 다루미 역(현, 산요다루미 역)의 고가화 공사에 따라, 우타시키야마 역의 폐지와 동시에 가스미가오카역 개업.
- 1965년 4월 13일: 추월선, 회차선의 설비 완성.
- 1987년 12월 13일: 신설된 통근 특급(현재의 S특급)의 정차역이 됨.
- 1995년
  - 1월 17일: 한신・아와지 대지진으로 산요 전철 본선이 불통이 되어, 본 역도 한때 영업 중지.
  - 1월 27일: 당역 ~ 산요아카시 구간의 재개에 따라 영업 재개.
  - 1월 30일: 다키노차야 ~ 가스미가오카 간 운행 재개.
- 2009년 3월 20일: 산요스마 역과 산요아카시 역에서 이루어지던 보통 열차와 특급 열차의 접속을 낮 시간으로만 변경하고 보통 열차는 본 역에서 특급 열차의 통과 대기를 하고 보통 열차에서 산요스마 역 및 산요아카시 역을 넘은 경우의 소요 시간이 단축됨.
- 2012년 5월: 역 승강장에 열차 안내 표시기(발차표) 설치.

## 인접역
| 산요 전기철도 ■ 본선                   | 산요 전기철도 ■ 본선 | 산요 전기철도 ■ 본선             |
| -------------------------------------- | -------------------- | -------------------------------- |
| SY 11 산요타루미 우메다・니시다이 방면 | ■ S특급              | 산요아카시 SY 17 산요히메지 방면 |
| SY 11 산요타루미 우메다・니시다이 방면 | ■ 보통               | 마이코코엔 SY 13 산요히메지 방면 |